# Ringwall Ensdorf
Der Ringwall Ensdorf, auch Wallburg Hierlberg genannt, befindet sich in der Oberpfälzer Gemeinde Ensdorf im Landkreis Amberg-Sulzbach von Bayern. Der Ringwall liegt in der Flur Hierlberg (Hirlberg), ca. 450 m nördlich der Kirche Ensdorf. Die Anlage wird als Bodendenkmal unter der Aktennummer D-3-6637-0005 im Bayernatlas als „Höhensiedlung der Urnenfelderzeit, Ringwall vor- und frühgeschichtlicher Zeitstellung“ geführt. 

## Beschreibung
Auf der Spitze einer flächigen, nach Süden vorragenden Zunge der Albhochfläche zwischen Vils- und Schustertal umschließt ein unregelmäßig runder Wall die kahle Kuppe, die vom Hinterland durch eine tiefe Mulde getrennt wird. Der Wall ist innen noch 0,1–0,4 m hoch, die umschlossene Fläche beträgt 26 × 22 m. Im Westen ist in 11 m Entfernung ein sichelförmiger, verflachter Vorwall erkennbar. Ein Tor ist nicht sicher zu lokalisieren, die vorhandenen Wallunterbrechungen gehen auf Grabungsschnitte zurück. In den Wall sind Steine eingebaut.

## Geschichte
Aufgrund von Grabungen durch das Bayerische Landesamt für Denkmalpflege von 1932 konnten zahlreiche urnenfelderzeitliche Scherben gefunden werden. Diese befinden sich im  Archäologischen Museum der Oberpfalz in Amberg. Weitere hoch- und spätmittelalterliche Lesefunde (Goldglimmerton) werden im Historischen Museum Regensburg aufbewahrt.